# M15 Lima
El M15 Lima es un evento de tenis masculino que se lleva a cabo en la ciudad de Lima, Perú. Durante el 2019 se jugó a mediados de año en el mes de julio y fue el primer torneo perteneciente al ITF World Tennis Tour jugado en Perú en dicho año. El torneo se desarrolla sobre tierra batida, en la canchas del Club de Regatas Lima Filial San Antonio.

## Palmarés

### Individual masculino
| Edición | Año  | Campeón              | Finalista      | Marcador |
| ------- | ---- | -------------------- | -------------- | -------- |
| I       | 2019 | Oscar José Gutierrez | Facundo Juárez | 6-3, 6-1 |

### Dobles masculino
| Edición | Año  | Campeones                         | Finalistas                             | Marcador    |
| ------- | ---- | --------------------------------- | -------------------------------------- | ----------- |
| I       | 2019 | Oscar José Gutierrez Rafael Matos | José Daniel Bendeck Cristian Rodríguez | 7-6(5), 6-1 |